# Ausztrália az 1972. évi nyári olimpiai játékokon
Ausztrália az NSZK-beli Münchenben megrendezett 1972. évi nyári olimpiai játékok egyik részt vevő nemzete volt. Az országot az olimpián 20 sportágban 168 sportoló képviselte, akik összesen 17 érmet szereztek.

## Érmesek
| Érem  | Versenyző                            | Sportág      | Versenyszám           |
| ----- | ------------------------------------ | ------------ | --------------------- |
| Arany | Brad Cooper                          | Úszás        | Férfi 400 m gyors     |
| Arany | Shane Gould                          | Úszás        | Női 200 m gyors       |
| Arany | Shane Gould                          | Úszás        | Női 400 m gyors       |
| Arany | Beverley Whitfield                   | Úszás        | Női 200 m mell        |
| Arany | Shane Gould                          | Úszás        | Női 200 m vegyes      |
| Arany | Gail Neall                           | Úszás        | Női 400 m vegyes      |
| Arany | John Anderson David Forbes           | Vitorlázás   | Csillaghajó           |
| Arany | Thomas Anderson John Cuneo John Shaw | Vitorlázás   | Sárkányhajó           |
| Ezüst | Raelene Boyle                        | Atlétika     | Női 100 m             |
| Ezüst | Raelene Boyle                        | Atlétika     | Női 200 m             |
| Ezüst | Clyde Sefton                         | Kerékpározás | Férfi mezőnyverseny   |
| Ezüst | John Nicholson                       | Kerékpározás | Férfi egyéni sprint   |
| Ezüst | Daniel Clark                         | Kerékpározás | Férfi egyéni időfutam |
| Ezüst | Graham Windeatt                      | Úszás        | Férfi 1500 m gyors    |
| Ezüst | Shane Gould                          | Úszás        | Női 800 m gyors       |
| Bronz | Shane Gould                          | Úszás        | Női 100 m gyors       |
| Bronz | Beverley Whitfield                   | Úszás        | Női 100 m mell        |

## Atlétika
Férfi
| Versenyző      | Versenyszám    | Előfutam      | Előfutam      | Előfutam      | Elődöntő | Elődöntő | Elődöntő | Döntő   | Döntő    |
| Versenyző      | Versenyszám    | Idő           | Hely.         | Össz.         | Idő      | Hely.    | Össz.    | Idő     | Helyezés |
| -------------- | -------------- | ------------- | ------------- | ------------- | -------- | -------- | -------- | ------- | -------- |
| Graeme Rootham | 800 m          | 1:48,2        | 4.            | 18.           | kiesett  | kiesett  | kiesett  | kiesett | kiesett  |
| Chris Fisher   | 1500 m         | 3:42,5        | 4.            | 24.           | 3:42,0   | 5.       | 17.      | kiesett | kiesett  |
| Tony Benson    | 5000 m         | 13:42,8       | 7.            | 18.           |          |          |          | kiesett | kiesett  |
| Mal Baird      | 110 m gát      | 14,55         | 6.            | 28.           | kiesett  | kiesett  | kiesett  | kiesett | kiesett  |
| Bruce Field    | 400 m gát      | 51,46         | 4.            | 23.           | kiesett  | kiesett  | kiesett  | kiesett | kiesett  |
| Gary Knoke     | 400 m gát      | 50,10         | 2.            | 7.            | 52,79    | 6.       | 14.      | kiesett | kiesett  |
| Kerry O'Brien  | 3000 m akadály | nem ért célba | nem ért célba | nem ért célba |          |          |          | kiesett | kiesett  |
| Derek Clayton  | Maraton        |               |               |               |          |          |          | 2:19:49 | 13.      |

| Versenyző      | Versenyszám | Selejtező | Selejtező | Döntő    | Döntő    |
| Versenyző      | Versenyszám | Eredmény  | Helyezés  | Eredmény | Helyezés |
| -------------- | ----------- | --------- | --------- | -------- | -------- |
| Lawrie Peckham | Magasugrás  | 215 cm    | 17.       | 210 cm   | 18.      |
| Ray Boyd       | Rúdugrás    | 480 cm    | 16.*      | kiesett  | kiesett  |
| Bruce Field    | Távolugrás  | 776 cm    | 15.       | kiesett  | kiesett  |
| Mick McGrath   | Hármasugrás | 15,90 m   | 20.       | kiesett  | kiesett  |

Női
| Versenyző                                                                    | Versenyszám     | Előfutam | Előfutam | Előfutam | Negyeddöntő | Negyeddöntő | Negyeddöntő | Elődöntő | Elődöntő | Elődöntő | Döntő   | Döntő    |
| Versenyző                                                                    | Versenyszám     | Idő      | Hely.    | Össz.    | Idő         | Hely.       | Össz.       | Idő      | Hely.    | Össz.    | Idő     | Helyezés |
| ---------------------------------------------------------------------------- | --------------- | -------- | -------- | -------- | ----------- | ----------- | ----------- | -------- | -------- | -------- | ------- | -------- |
| Marion Hoffman                                                               | 100 m           | 11,68    | 7.       | 27.      | 11,78       | 7.          | 27.         | kiesett  | kiesett  | kiesett  | kiesett | kiesett  |
| Raelene Boyle                                                                | 100 m           | 11,37    | 1.       | 5.       | 11,30       | 2.          | 4.          | 11,32    | 1.       | 2.       | 11,23   |          |
| Raelene Boyle                                                                | 200 m           | 23,58    | 2.       | 11.      | 23,06       | 1.          | 4.          | 22,92    | 2.       | 3.       | 22,45   |          |
| Charlene Rendina                                                             | 400 m           | 51,94    | 1.       | 1.       | 51,96       | 1.          | 3.          | 51,90    | 3.       | 5.*      | 51,99   | 6.       |
| Allison Ross-Edwards                                                         | 400 m           | 53,48    | 4.       | 23.      | 53,60       | 6.          | 27.         | kiesett  | kiesett  | kiesett  | kiesett | kiesett  |
| Cheryl Peasley                                                               | 800 m           | 2:03,11  | 3.       | 16.      |             |             |             | 2:04,56  | 7.       | 14.      | kiesett | kiesett  |
| Jenny Orr                                                                    | 800 m           | 2:04,46  | 5.       | 22.      |             |             |             | kiesett  | kiesett  | kiesett  | kiesett | kiesett  |
| Jenny Orr                                                                    | 1500 m          | 4:08,06  | 4.       | 4.       |             |             |             | 4:08,86  | 6.       | 10.      | 4:12,15 | 8.       |
| Maureen Caird                                                                | 100 m gát       | 13,63    | 5.       | 18.      |             |             |             | kiesett  | kiesett  | kiesett  | kiesett | kiesett  |
| Penny Gillies                                                                | 100 m gát       | 13,82    | 6.       | 21.      |             |             |             | kiesett  | kiesett  | kiesett  | kiesett | kiesett  |
| Pamela Kilborn-Ryan                                                          | 100 m gát       | 12,93    | 2.       | 2.       |             |             |             | 12,95    | 2.       | 4.       | 12,98   | 4.       |
| Pamela Kilborn-Ryan                                                          | 100 m           | 11,73    | 5.       | 29.      | 11,85       | 6.          | 29.         | kiesett  | kiesett  | kiesett  | kiesett | kiesett  |
| Maureen Caird Raelene Boyle Marion Hoffman Penny Gillies Pamela Kilborn-Ryan | 4 × 100 m váltó | 44,03    | 3.       | 8.       |             |             |             |          |          |          | 43,61   | 6.       |
| Allison Ross-Edwards Raelene Boyle Cheryl Peasley Charlene Rendina           | 4 × 400 m váltó | 3:29,99  | 3.       | 4.       |             |             |             |          |          |          | 3:28,84 | 6.       |

| Versenyző   | Versenyszám | Selejtező | Selejtező | Döntő    | Döntő    |
| Versenyző   | Versenyszám | Eredmény  | Helyezés  | Eredmény | Helyezés |
| ----------- | ----------- | --------- | --------- | -------- | -------- |
| Erica Nixon | Távolugrás  | 627 cm    | 15.       | kiesett  | kiesett  |
| Lyn Tillett | Távolugrás  | 599 cm    | 27.       | kiesett  | kiesett  |

| Versenyző   | Versenyszám | 100 m gát | 100 m gát | Súlylökés | Súlylökés | Magasugrás | Magasugrás | Távolugrás | Távolugrás | 200 m | 200 m | Végeredmény | Végeredmény |
| Versenyző   | Versenyszám | Idő       | Pont      | Eredmény  | Pont      | Eredmény   | Pont       | Eredmény   | Pont       | Idő   | Pont  | Pont        | Helyezés    |
| ----------- | ----------- | --------- | --------- | --------- | --------- | ---------- | ---------- | ---------- | ---------- | ----- | ----- | ----------- | ----------- |
| Lyn Tillett | Ötpróba     | 14,26     | 834       | 11,46 m   | 685       | 160 cm     | 834        | 644 cm     | 1001       | 24,36 | 904   | 4258        | 16.         |

* - egy másik versenyzővel azonos időt/eredményt ért el

## Birkózás
Szabadfogású
| Versenyző     | Versenyszám | 1. forduló                   | 2. forduló                         | 3. forduló                  | 4. forduló                    | 5. forduló        | 6. forduló        | 7. forduló        | Döntő             | Helyezés    |
| Versenyző     | Versenyszám | Ellenfél Eredmény            | Ellenfél Eredmény                  | Ellenfél Eredmény           | Ellenfél Eredmény             | Ellenfél Eredmény | Ellenfél Eredmény | Ellenfél Eredmény | Ellenfél Eredmény | Helyezés    |
| ------------- | ----------- | ---------------------------- | ---------------------------------- | --------------------------- | ----------------------------- | ----------------- | ----------------- | ----------------- | ----------------- | ----------- |
| John Kinsela  | 52 kg       | Pedro Piñeda (GUA) · 0.5-3.5 | erőnyerő                           | Vincenzo Grassi (ITA) · 3-1 | Petre Ciarnău (ROU) · 3.5-0.5 | kiesett           | kiesett           |                   | kiesett           | helyezetlen |
| Raymond Barry | 57 kg       | Prem Nath (IND) · kétvállas  | Eduardo Maggiolo (ARG) · kétvállas | kiesett                     | kiesett                       | kiesett           | kiesett           | kiesett           | kiesett           | helyezetlen |
| Bruce Akers   | 74 kg       | Mukhtiar Singh (IND) · 3-1   | Ludovic Ambruş (ROU) · 3.5-0.5     | kiesett                     | kiesett                       | kiesett           | kiesett           |                   | kiesett           | helyezetlen |

## Cselgáncs
| Versenyző         | Versenyszám  | Csoport | Selejtező         | 1. forduló                     | 2. forduló                   | 3. forduló        | 4. forduló        | Vigaszág 1. forduló    | Vigaszág 2. forduló | Vigaszág 3. forduló | Elődöntő          | Döntő             | Helyezés |
| Versenyző         | Versenyszám  | Csoport | Ellenfél Eredmény | Ellenfél Eredmény              | Ellenfél Eredmény            | Ellenfél Eredmény | Ellenfél Eredmény | Ellenfél Eredmény      | Ellenfél Eredmény   | Ellenfél Eredmény   | Ellenfél Eredmény | Ellenfél Eredmény | Helyezés |
| ----------------- | ------------ | ------- | ----------------- | ------------------------------ | ---------------------------- | ----------------- | ----------------- | ---------------------- | ------------------- | ------------------- | ----------------- | ----------------- | -------- |
| Robin Moffitt     | Könnyűsúly   | B       |                   | Marian Tałaj (POL) · V         | kiesett                      | kiesett           | kiesett           |                        |                     |                     |                   |                   | 19.      |
| Douglas Churchill | Váltósúly    | B       |                   | Robert Van De Weyer (BEL) · GY | Hetényi Antal (HUN) · V      | kiesett           | kiesett           |                        |                     |                     |                   |                   | 12.      |
| Alex Bijkerk      | Középsúly    | B       | erőnyerő          | Terence Watt (IRL) · GY        | Garrick Littlewood (NZL) · V | kiesett           | kiesett           |                        |                     |                     |                   |                   | 13.      |
| Barry Johnson     | Félnehézsúly | A       |                   | Szaszahara Fumio (JPN) · V     | kiesett                      | kiesett           | kiesett           |                        |                     |                     |                   |                   | 19.      |
| Barry Johnson     | Nyílt        | B       |                   | Vitalij Kuznyecov (URS) · V    |                              |                   |                   | Chiaki Ishii (BRA) · V | kiesett             | kiesett             | kiesett           | kiesett           | 9.       |

## Evezés
| Versenyző | Versenyszám              | Előfutam | Előfutam | Vigaszág | Vigaszág | Elődöntő | Elődöntő | Döntő   | Döntő   | Döntő   | Helyezés    |
| Versenyző | Versenyszám              | Idő      | Hely.    | Idő      | Hely.    | Idő      | Hely.    | Típus   | Idő     | Hely.   | Helyezés    |
| --- | ------------------------ | -------- | -------- | -------- | -------- | -------- | -------- | ------- | ------- | ------- | ----------- |
| Kim Mackney Chris Stevens | Kormányos nélküli kettes | 7:39,03  | 3.       | 7:45,03  | 3.       | kiesett  | kiesett  | kiesett | kiesett | kiesett | helyezetlen |
| John Lee Peter Shakespear William Baillieu Philip Wilkinson Vern Bowrey (kormányos)                                               | Kormányos négyes         | 7:07,00  | 4.       | 7:07,08  | 4.       | kiesett  | kiesett  | kiesett | kiesett | kiesett | helyezetlen |
| John Clark Michael Morgan Bryan Curtin Richard Curtin Robert Paver Kerry Jelbart Gary Pearce Malcolm Shaw Alan Grover (kormányos) | Nyolcas                  | 6:14,75  | 4.       | 6:09,75  | 1.       | 6:34,82  | 5.       | B       | 6:22,45 | 2.      | 8.          |

## Gyeplabda
| Ausztrál férfi gyeplabdacsapat-játékoskeret                                                                                      | Ausztrál férfi gyeplabdacsapat-játékoskeret                                                                                |
| --- | --- |
| - Robert Andrew - Greg Browning - Rick Charlesworth - Paul Dearing - Brian Glencross - Tom Golder - Robert Haigh - Wayne Hammond | - James Mason - Terry McAskell - Patrick Nilan - Desmond Piper - Graeme Reid - Ronald Riley - Donald Smart - Ronald Wilson |

### Eredmények
Csoportkör
B csoport
| Csapat               | M | Gy | D | V | G+ | G– | Gk  | P  |
| -------------------- | - | -- | - | - | -- | -- | --- | -- |
| India (IND)          | 7 | 5  | 2 | 0 | 25 | 8  | +17 | 12 |
| Hollandia (NED)      | 7 | 5  | 1 | 1 | 20 | 9  | +11 | 11 |
| Nagy-Britannia (GBR) | 7 | 4  | 1 | 2 | 15 | 10 | +5  | 9  |
| Ausztrália (AUS)     | 7 | 3  | 2 | 2 | 18 | 8  | +10 | 8  |
| Új-Zéland (NZL)      | 7 | 2  | 3 | 2 | 16 | 11 | +5  | 7  |
| Lengyelország (POL)  | 7 | 2  | 2 | 3 | 12 | 12 | 0   | 6  |
| Kenya (KEN)          | 7 | 1  | 1 | 5 | 8  | 17 | –9  | 3  |
| Mexikó (MEX)         | 7 | 0  | 0 | 7 | 1  | 40 | –39 | 0  |

| 1972. augusztus 27. | Ausztrália (AUS) | 0 – 0 | Új-Zéland (NZL) |  |
| 1972. augusztus 27. | (0 – 0)          |       |                 |  |

| 1972. augusztus 28. | Ausztrália (AUS) | 3 – 1   | Kenya (KEN) |  |
| 1972. augusztus 28. | Nilan 2 Riley    | (1 – 0) | Rihal       |  |

| 1972. augusztus 30. | Ausztrália (AUS) | 1 – 3   | India (IND)      |  |
| 1972. augusztus 30. | Mason            | (1 – 2) | Mukhbain Singh 3 |  |

| 1972. augusztus 31. | Ausztrália (AUS)                            | 10 – 0  | Mexikó (MEX) |  |
| 1972. augusztus 31. | Riley 5 Mason 2 Charlesworth Browning Smart | (6 – 0) |              |  |

| 1972. szeptember 2. | Ausztrália (AUS) | 1 – 1   | Nagy-Britannia (GBR) |  |
| 1972. szeptember 2. | Riley            | (1 – 1) | Svehlik              |  |

| 1972. szeptember 3. | Ausztrália (AUS) | 1 – 0   | Lengyelország (POL) |  |
| 1972. szeptember 3. | Glencross        | (1 – 0) |                     |  |

| 1972. szeptember 4. | Ausztrália (AUS) | 2 – 3   | Hollandia (NED) |  |
| 1972. szeptember 4. | Glencross Mason  | (1 – 3) | Kruize 3        |  |

Az 5–8. helyért
| 1972. szeptember 7. | Malajzia (MAS) | 1 – 2   | Ausztrália (AUS) |  |
| 1972. szeptember 7. | Mahendran      | (1 – 0) | Charlesworth 2   |  |

Az 5. helyért
| 1972. szeptember 9. | Ausztrália (AUS) | 2 – 1 (h. u.)  | Nagy-Britannia (GBR) |  |
| 1972. szeptember 9. | Glencross Riley  | (0 – 0, 1 – 1) | Gregg                |  |

| Csapat           | Helyezés |
| ---------------- | -------- |
| Ausztrália (AUS) | 5.       |

## Íjászat
| Versenyző      | Versenyszám  | 1. forduló | 1. forduló | 2. forduló | 2. forduló | Összesítés | Összesítés |
| Versenyző      | Versenyszám  | Pont       | Hely.      | Pont       | Hely.      | Pont       | Helyezés   |
| -------------- | ------------ | ---------- | ---------- | ---------- | ---------- | ---------- | ---------- |
| Terry Reilly   | Férfi egyéni | 1193       | 13.        | 1194       | 18.        | 2387       | 15.        |
| Graeme Telford | Férfi egyéni | 1224       | 4.         | 1199       | 16.        | 2423       | 9.         |
| Terry Donovan  | Női egyéni   | 1189       | 8.         | 1167       | 13.        | 2356       | 9.         |

## Kajak-kenu

### Síkvízi
Férfi
| Versenyző                                              | Versenyszám         | Előfutam | Előfutam | Előfutam | Vigaszág | Vigaszág | Vigaszág | Elődöntő | Elődöntő | Elődöntő | Döntő   | Döntő    |
| Versenyző                                              | Versenyszám         | Idő      | Hely.    | Össz.    | Idő      | Hely.    | Össz.    | Idő      | Hely.    | Össz.    | Idő     | Helyezés |
| ------------------------------------------------------ | ------------------- | -------- | -------- | -------- | -------- | -------- | -------- | -------- | -------- | -------- | ------- | -------- |
| John Southwood                                         | Kajak egyes 1000 m  | 4:12,93  | 5.       | 16.      | 3:57,91  | 2.       | 2.       | 3:57,46  | 4.       | 10.      | kiesett | kiesett  |
| Adrian Powell Graham Johnson                           | Kajak kettes 1000 m | 3:53,23  | 6.       | 15.      | 3:41,77  | 1.       | 6.       | 3:36,40  | 4.       | 11.      | kiesett | kiesett  |
| Dennis Green Dennis Heussner Rodney Fox Gordon Jeffery | Kajak négyes 1000 m | 3:24,63  | 5.       | 11.      | 3:16,24  | 3.       | 3.       | 3:13,76  | 5.       | 14.      | kiesett | kiesett  |

## Kerékpározás

### Országúti kerékpározás
| Versenyző                                            | Versenyszám     | Idő             | Helyezés |
| ---------------------------------------------------- | --------------- | --------------- | -------- |
| Donald Allan                                         | Mezőnyverseny   | 4:17:09 (+2:32) | 58.      |
| Graeme Jose                                          | Mezőnyverseny   | 4:15:21 (+0:44) | 29.      |
| Clyde Sefton                                         | Mezőnyverseny   | 4:14:37 (+0:00) |          |
| John Trevorrow                                       | Mezőnyverseny   | 4:17:09 (+2:32) | 32.      |
| Donald Allan Graeme Jose Clyde Sefton John Trevorrow | Csapat időfutam | 2:18:00 (+6:43) | 17.      |

### Pálya-kerékpározás
Sprintverseny
| Versenyző      | Versenyszám  | 1. forduló                                             | 1. forduló | Vigaszág               | Vigaszág | 2. forduló                                       | 2. forduló | Vigaszág             | Vigaszág | Nyolcaddöntő                                      | Nyolcaddöntő | Vigaszág selejtező     | Vigaszág selejtező | Vigaszág döntő       | Vigaszág döntő | Negyeddöntő                         | Elődöntő                           | Döntő                               | Helyezés |
| Versenyző      | Versenyszám  | Ellenfelek Győztes idő                                 | Hely.      | Ellenfelek Győztes idő | Hely.    | Ellenfelek Győztes idő                           | Hely.      | Ellenfél Győztes idő | Hely.    | Ellenfelek Győztes idő                            | Hely.        | Ellenfelek Győztes idő | Hely.              | Ellenfél Győztes idő | Hely.          | Ellenfél Győztes idő                | Ellenfél Győztes idő               | Ellenfél Győztes idő                | Helyezés |
| -------------- | ------------ | ------------------------------------------------------ | ---------- | ---------------------- | -------- | ------------------------------------------------ | ---------- | -------------------- | -------- | ------------------------------------------------- | ------------ | ---------------------- | ------------------ | -------------------- | -------------- | ----------------------------------- | ---------------------------------- | ----------------------------------- | -------- |
| John Nicholson | Férfi egyéni | Edward McRae (CAN) · Mabruk Ilmarimi Mah (LIB) · 11,20 | 1.         |                        |          | Niels Fredborg (DEN) · Honson Chin (JAM) · 11,92 | 1.         |                      |          | Ivan Kučírek (TCH) · Peder Pedersen (DEN) · 11,67 | 1.           |                        |                    |                      |                | Niels Fredborg (DEN) · 11,68, 11,59 | Omar Phakadze (URS) · 11,30, 11,47 | Daniel Morelon (FRA) · 11,69, 11,25 |          |

Időfutam
| Versenyző    | Versenyszám  | Idő     | Helyezés |
| ------------ | ------------ | ------- | -------- |
| Daniel Clark | Férfi egyéni | 1:06,87 |          |

Üldözőversenyek
| Versenyző                                                | Versenyszám  | Selejtező | Selejtező | Negyeddöntő                  | Negyeddöntő | Negyeddöntő | Elődöntő                      | Elődöntő  | Elődöntő | Döntő                                     | Döntő     | Helyezés |
| Versenyző                                                | Versenyszám  | Idő       | Hely.     | Ellenfél Idő                 | Saját idő   | Hely.       | Ellenfél Idő                  | Saját idő | Hely.    | Ellenfél Idő                              | Saját idő | Helyezés |
| -------------------------------------------------------- | ------------ | --------- | --------- | ---------------------------- | ----------- | ----------- | ----------------------------- | --------- | -------- | ----------------------------------------- | --------- | -------- |
| John Bylsma                                              | Férfi egyéni | 4:50,06   | 2.        | Roy Schuiten (NED) · 4:52,16 | 4:50,47     | 2.          | Xaver Kurmann (SUI) · 4:47,04 | 4:47,41   | 3.       | Bronzmérkőzés · Hans Lutz (FRG) · 4:50,80 | 4:54,93   | 4.       |
| Steele Bishop Daniel Clark Remo Sansonetti Philip Sawyer | Férfi csapat | 4:31,85   | 10.       | kiesett                      | kiesett     | kiesett     | kiesett                       | kiesett   | kiesett  | kiesett                                   | kiesett   | 10.      |

## Kosárlabda
| Ausztrál férfi kosárlabdacsapat-játékoskeret                                           | Ausztrál férfi kosárlabdacsapat-játékoskeret                                                           |
| -------------------------------------------------------------------------------------- | --- |
| - Tom Bender - Peter Byrne - Perry Crosswhite - Richard Duke - Ken James - Brian Kerle | - Anatoli Koltuniewicz - Glenn Marsland - Edward Palubinskas - Ray Tomlinson - Ian Watson - Bill Wyatt |

### Eredmények
Csoportkör
A csoport
| Csapat                 | M | Gy | V | P+  | P–  | Pk   |
| ---------------------- | - | -- | - | --- | --- | ---- |
| Egyesült Államok (USA) | 7 | 7  | 0 | 542 | 312 | +230 |
| Kuba (CUB)             | 7 | 6  | 1 | 560 | 445 | +115 |
| Brazília (BRA)         | 7 | 4  | 3 | 561 | 490 | +71  |
| Csehszlovákia (TCH)    | 7 | 4  | 3 | 493 | 489 | +4   |
| Spanyolország (ESP)    | 7 | 3  | 4 | 486 | 500 | –14  |
| Ausztrália (AUS)       | 7 | 3  | 4 | 523 | 524 | –1   |
| Japán (JPN)            | 7 | 1  | 6 | 442 | 643 | –201 |
| Egyiptom (EGY)         | 7 | 0  | 7 | 440 | 644 | –204 |

| 1972. augusztus 27. 14:30 | Spanyolország (ESP) | 79 – 74 | Ausztrália (AUS) |  |
| 1972. augusztus 27. 14:30 | (36–41)             |         |                  |  |

| 1972. augusztus 28. 14:30 | Egyesült Államok (USA) | 81 – 55 | Ausztrália (AUS) |  |
| 1972. augusztus 28. 14:30 | (36–24)                |         |                  |  |

| 1972. augusztus 29. 18:30 | Csehszlovákia (TCH) | 69 – 68 | Ausztrália (AUS) |  |
| 1972. augusztus 29. 18:30 | (39–38)             |         |                  |  |

| 1972. augusztus 30. 14:30 | Japán (JPN) | 76 – 92 | Ausztrália (AUS) |  |
| 1972. augusztus 30. 14:30 | (36–45)     |         |                  |  |

| 1972. szeptember 1. 9:00 | Ausztrália (AUS) | 70 – 84 | Kuba (CUB) |  |
| 1972. szeptember 1. 9:00 | (31–42)          |         |            |  |

| 1972. szeptember 2. 9:00 | Ausztrália (AUS) | 75 – 69 | Brazília (BRA) |  |
| 1972. szeptember 2. 9:00 | (40–34)          |         |                |  |

| 1972. szeptember 3. 18:30 | Ausztrália (AUS) | 89 – 66 | Egyiptom (EGY) |  |
| 1972. szeptember 3. 18:30 | (44–24)          |         |                |  |

A 9–12. helyért
| 1972. szeptember 5. 15:00 | NSZK (FRG) | 69 – 70 | Ausztrália (AUS) |  |
| 1972. szeptember 5. 15:00 | (46–34)    |         |                  |  |

A 9. helyért
| 1972. szeptember 9. 16:00 | Ausztrália (AUS) | 91 – 83 | Lengyelország (POL) |  |
| 1972. szeptember 9. 16:00 | (41–42)          |         |                     |  |

| Csapat           | Helyezés |
| ---------------- | -------- |
| Ausztrália (AUS) | 9.       |

## Lovaglás
Lovastusa
| Versenyző                                                  | Ló                                 | Versenyszám | Díjlovaglás | Díjlovaglás | Tereplovaglás | Tereplovaglás | Díjugratás | Díjugratás | Végeredmény | Végeredmény |
| Versenyző                                                  | Ló                                 | Versenyszám | Bünt.       | Hely.       | Bünt.         | Hely.         | Bünt.      | Hely.      | Bünt.       | Helyezés    |
| ---------------------------------------------------------- | ---------------------------------- | ----------- | ----------- | ----------- | ------------- | ------------- | ---------- | ---------- | ----------- | ----------- |
| Bill Roycroft                                              | Warrathoola                        | Egyéni      | -36,00      | 2.          | 65,60         | 8.            | 0,00       | 1.         | 29,60       | 6.          |
| Clarke Roycroft                                            | Furtive                            | Egyéni      | -62,67      | 42.         | -213,20       | 47.           | -20,25     | 37.        | -296,12     | 46.         |
| Richard Sands                                              | Depeche                            | Egyéni      | -64,33      | 47.         | 99,20         | 2.            | -10,00     | 16.        | 24,87       | 7.          |
| Brian Schrapel                                             | Wakool                             | Egyéni      | -68,33      | 57.         | 6,00          | 26.           | -20,00     | 28.        | -82,33      | 27.         |
| Bill Roycroft Clarke Roycroft Richard Sands Brian Schrapel | Warrathoola Furtive Depeche Wakool | Csapat      | -163,00     | 8.          | 170,80        | 3.            | -30,00     | 4.         | -27,86      | 4.          |

## Műugrás
Férfi
| Versenyző    | Versenyszám        | Selejtező | Selejtező | Döntő   | Döntő    |
| Versenyző    | Versenyszám        | Pont      | Helyezés  | Pont    | Helyezés |
| ------------ | ------------------ | --------- | --------- | ------- | -------- |
| Ken Grove    | Egyéni műugrás     | 302,91    | 29.       | kiesett | kiesett  |
| Ken Grove    | Egyéni toronyugrás | 254,73    | 32.       | kiesett | kiesett  |
| Don Wagstaff | Egyéni toronyugrás | 290,64    | 9.        | 435,84  | 11.      |
| Don Wagstaff | Egyéni műugrás     | 344,13    | 13.       | kiesett | kiesett  |

Női
| Versenyző | Versenyszám        | Selejtező | Selejtező | Döntő   | Döntő    |
| Versenyző | Versenyszám        | Pont      | Helyezés  | Pont    | Helyezés |
| --------- | ------------------ | --------- | --------- | ------- | -------- |
| Ann Jones | Egyéni műugrás     | 232,44    | 26.       | kiesett | kiesett  |
| Ann Jones | Egyéni toronyugrás | 157,20    | 26.       | kiesett | kiesett  |

## Ökölvívás
| Versenyző       | Versenyszám   | Selejtező         | 32-es főtábla                       | Nyolcaddöntő               | Negyeddöntő       | Elődöntő          | Döntő             | Helyezés |
| Versenyző       | Versenyszám   | Ellenfél Eredmény | Ellenfél Eredmény                   | Ellenfél Eredmény          | Ellenfél Eredmény | Ellenfél Eredmény | Ellenfél Eredmény | Helyezés |
| --------------- | ------------- | ----------------- | ----------------------------------- | -------------------------- | ----------------- | ----------------- | ----------------- | -------- |
| Dennis Talbot   | Papírsúly     |                   | Francisco Rodríguez (VEN) · KO      | Gedó György (HUN) · 0-5    | kiesett           | kiesett           | kiesett           | 9.       |
| Michael O’Brien | Harmatsúly    | erőnyerő          | Ricardo Carreras (USA) · RSC        | kiesett                    | kiesett           | kiesett           | kiesett           | 17.      |
| Wayne Devlin    | Váltósúly     | erőnyerő          | Mirgaani Gomaa Rizgalla (SUD) · RSC | Sergio Lozano (MEX) · 1-4  | kiesett           | kiesett           | kiesett           | 9.       |
| Alan Jenkinson  | Nagyváltósúly | erőnyerő          | Michel Belliard (FRA) · 4-1         | Mohamed Majeri (TUN) · 0-5 | kiesett           | kiesett           | kiesett           | 9.       |

## Öttusa
| Versenyző     | Versenyszám | Lovaglás | Lovaglás | Lovaglás | Vívás    | Vívás | Vívás | Lövészet | Lövészet | Lövészet | Úszás  | Úszás | Úszás | Futás   | Futás | Futás | Összesen    | Összesen |
| Versenyző     | Versenyszám | Idő      | Pont     | Hely.    | Eredmény | Pont  | Hely. | Pontszám | Pont     | Hely.    | Idő    | Pont  | Hely. | Idő     | Pont  | Hely. | Összes pont | Helyezés |
| ------------- | ----------- | -------- | -------- | -------- | -------- | ----- | ----- | -------- | -------- | -------- | ------ | ----- | ----- | ------- | ----- | ----- | ----------- | -------- |
| Robert Barrie | Egyéni      | 2:24,1   | 1030     | 23.      | 17–41    | 544   | 55.   | 190      | 912      | 18.      | 3:37,9 | 1132  | 10.   | 14:21,1 | 982   | 49.   | 4600        | 32.      |
| Peter Macken  | Egyéni      | 3:16,1   | 770      | 58.      | 24–34    | 677   | 42.   | 192      | 956      | 9.       | 4:07,3 | 896   | 53.   | 13:25,8 | 1150  | 11.   | 4449        | 41.      |

## Sportlövészet
Nyílt
| Versenyző          | Versenyszám          | Pont | Helyezés |
| ------------------ | -------------------- | ---- | -------- |
| Alexander Taransky | Gyorstüzelő pisztoly | 586  | 18.      |
| Donald Brook       | Sportpuska, fekvő    | 596  | 10.      |
| Russell Dove       | Sportpuska, fekvő    | 593  | 25.      |
| Sperry Marshall    | Trap                 | 186  | 22.      |

## Súlyemelés
| Versenyző          | Versenyszám | Nyomás   | Nyomás   | Szakítás | Szakítás | Lökés    | Lökés    | Összesen | Helyezés |
| Versenyző          | Versenyszám | Eredmény | Helyezés | Eredmény | Helyezés | Eredmény | Helyezés | Összesen | Helyezés |
| ------------------ | ----------- | -------- | -------- | -------- | -------- | -------- | -------- | -------- | -------- |
| George Vassiliadis | 56 kg       | 115,0    | 9.       | 102,5    | 8.       | 137,5    | 6.       | 355,0    | 6.       |
| Nicolo Ciancio     | 90 kg       | 170,0    | 7.       | 145,0    | 5.       | 190,0    | 4.       | 505,0    | 6.       |
| Peter Phillips     | 110 kg      | 170,0    | 17.      | 137,5    | 17.      | 180,0    | 19.      | 487,5    | 17.      |

## Torna
Férfi
| Versenyző   | Versenyszám      | Selejtező | Selejtező | Döntő    | Döntő    |
| Versenyző   | Versenyszám      | Pontszám  | Helyezés  | Pontszám | Helyezés |
| ----------- | ---------------- | --------- | --------- | -------- | -------- |
| Ian Clarke  | Talaj            | 15,80     | 106.      | kiesett  | kiesett  |
| Ian Clarke  | Ugrás            | 17,20     | 103.      | kiesett  | kiesett  |
| Ian Clarke  | Korlát           | 17,05     | 96.       | kiesett  | kiesett  |
| Ian Clarke  | Nyújtó           | 15,30     | 105.      | kiesett  | kiesett  |
| Ian Clarke  | Gyűrű            | 16,05     | 102.      | kiesett  | kiesett  |
| Ian Clarke  | Lólengés         | 12,95     | 109.      | kiesett  | kiesett  |
| Ian Clarke  | Egyéni összetett | 94,35     | 109.      | kiesett  | kiesett  |
| Peter Lloyd | Talaj            | 17,25     | 68.       | kiesett  | kiesett  |
| Peter Lloyd | Ugrás            | 18,00     | 54.       | kiesett  | kiesett  |
| Peter Lloyd | Korlát           | 16,60     | 105.      | kiesett  | kiesett  |
| Peter Lloyd | Nyújtó           | 16,90     | 85.       | kiesett  | kiesett  |
| Peter Lloyd | Gyűrű            | 16,25     | 98.       | kiesett  | kiesett  |
| Peter Lloyd | Lólengés         | 15,70     | 90.       | kiesett  | kiesett  |
| Peter Lloyd | Egyéni összetett | 100,70    | 92.       | kiesett  | kiesett  |

Női
| Versenyző        | Versenyszám      | Selejtező | Selejtező | Döntő    | Döntő    |
| Versenyző        | Versenyszám      | Pontszám  | Helyezés  | Pontszám | Helyezés |
| ---------------- | ---------------- | --------- | --------- | -------- | -------- |
| Jenny Sunderland | Talaj            | 17,10     | 99.       | kiesett  | kiesett  |
| Jenny Sunderland | Ugrás            | 17,60     | 61.       | kiesett  | kiesett  |
| Jenny Sunderland | Felemás korlát   | 15,20     | 118.      | kiesett  | kiesett  |
| Jenny Sunderland | Gerenda          | 15,95     | 107.      | kiesett  | kiesett  |
| Jenny Sunderland | Egyéni összetett | 65,85     | 109.      | kiesett  | kiesett  |

## Úszás
Férfi
| Versenyző                                                                            | Versenyszám            | Előfutam | Előfutam | Előfutam | Elődöntő | Elődöntő | Elődöntő | Döntő    | Döntő    |
| Versenyző                                                                            | Versenyszám            | Idő      | Hely.    | Össz.    | Idő      | Hely.    | Össz.    | Idő      | Helyezés |
| ------------------------------------------------------------------------------------ | ---------------------- | -------- | -------- | -------- | -------- | -------- | -------- | -------- | -------- |
| Neil Rogers                                                                          | 100 m pillangó         | 57,40    | 2.       | 6.       | 57,28    | 4.       | 8.       | 57,90    | 8.       |
| Neil Rogers                                                                          | 100 m gyors            | 55,32    | 5.       | 32.      | kiesett  | kiesett  | kiesett  | kiesett  | kiesett  |
| Greg Rogers                                                                          | 100 m gyors            | 53,98    | 3.       | 13.      | 54,26    | 8.       | 15.      | kiesett  | kiesett  |
| Michael Wenden                                                                       | 100 m gyors            | 52,34    | 1.       | 1.       | 52,32    | 1.       | 2.       | 52,41    | 5.       |
| Michael Wenden                                                                       | 200 m gyors            | 1:56,66  | 1.       | 7.       |          |          |          | 1:54,40  | 4.       |
| Robert Nay                                                                           | 200 m gyors            | 1:57,69  | 2.       | 14.      |          |          |          | kiesett  | kiesett  |
| Graham White                                                                         | 200 m gyors            | 1:58,60  | 2.       | 17.      |          |          |          | kiesett  | kiesett  |
| Graham White                                                                         | 400 m gyors            | 4:08,29  | 3.       | 8.       |          |          |          | kiesett  | kiesett  |
| Graham White                                                                         | 1500 m gyors           | 16:19,63 | 2.       | 5.       |          |          |          | 16:17,22 | 5.       |
| Graham Windeatt                                                                      | 1500 m gyors           | 15:59,63 | 1.       | 1.       |          |          |          | 15:58,48 |          |
| Graham Windeatt                                                                      | 400 m vegyes           | 4:42,16  | 2.       | 7.       |          |          |          | 4:40,39  | 7.       |
| Graham Windeatt                                                                      | 400 m gyors            | 4:05,92  | 1.       | 4.       |          |          |          | 4:02,93  | 4.       |
| Brad Cooper                                                                          | 400 m gyors            | 4:04,59  | 1.       | 1.       |          |          |          | 4:00,27  |          |
| Brad Cooper                                                                          | 1500 m gyors           | 16:11,41 | 1.       | 3.       |          |          |          | 16:30,49 | 7.       |
| Brad Cooper                                                                          | 200 m hát              | 2:07,90  | 1.       | 3.       |          |          |          | 2:06,59  | 4.       |
| Neil Martin                                                                          | 200 m hát              | 2:12,09  | 2.       | 13.      |          |          |          | kiesett  | kiesett  |
| Neil Martin                                                                          | 100 m hát              | 1:05,13  | 6.       | 34.      | kiesett  | kiesett  | kiesett  | kiesett  | kiesett  |
| Neil Martin                                                                          | 400 m vegyes           | 4:49,85  | 4.       | 16.      |          |          |          | kiesett  | kiesett  |
| Neil Martin                                                                          | 200 m vegyes           | 2:16,24  | 6.       | 20.      |          |          |          | kiesett  | kiesett  |
| Bruce Featherston                                                                    | 200 m vegyes           | 2:15,18  | 2.       | 16.      |          |          |          | kiesett  | kiesett  |
| Bruce Featherston                                                                    | 200 m hát              | 2:18,63  | 7.       | 30.      |          |          |          | kiesett  | kiesett  |
| Bruce Featherston                                                                    | 400 m vegyes           | 4:47,33  | 5.       | 14.      |          |          |          | kiesett  | kiesett  |
| James Findlay                                                                        | 200 m vegyes           | 2:20,08  | 6.       | 34.      |          |          |          | kiesett  | kiesett  |
| James Findlay                                                                        | 200 m pillangó         | 2:08,36  | 4.       | 12.      |          |          |          | kiesett  | kiesett  |
| Paul Jarvie                                                                          | 100 m mell             | 1:09,26  | 4.       | 20.      | kiesett  | kiesett  | kiesett  | kiesett  | kiesett  |
| Paul Jarvie                                                                          | 200 m mell             | 2:27,83  | 3.       | 12.      |          |          |          | kiesett  | kiesett  |
| Neil Rogers Graham White Bruce Featherston Greg Rogers                               | 4 × 100 m gyorsváltó   | 3:40,47  | 5.       | 10.      |          |          |          | kiesett  | kiesett  |
| Michael Wenden Graham Windeatt Robert Nay Brad Cooper Bruce Featherston Graham White | 4 × 200 m gyorsváltó   | 7:49,03  | 1.       | 2.       |          |          |          | 7:48,66  | 5.       |
| Brad Cooper Paul Jarvie Neil Rogers Michael Wenden                                   | 4 × 100 m vegyes váltó | 4:00,16  | 3.       | 9.       |          |          |          | kiesett  | kiesett  |

Női
| Versenyző                                                         | Versenyszám            | Előfutam | Előfutam | Előfutam | Elődöntő | Elődöntő | Elődöntő | Döntő   | Döntő    |
| Versenyző                                                         | Versenyszám            | Idő      | Hely.    | Össz.    | Idő      | Hely.    | Össz.    | Idő     | Helyezés |
| ----------------------------------------------------------------- | ---------------------- | -------- | -------- | -------- | -------- | -------- | -------- | ------- | -------- |
| Sharon Booth                                                      | 100 m gyors            | 1:02,07  | 6.       | 26.*     | kiesett  | kiesett  | kiesett  | kiesett | kiesett  |
| Leanne Francis                                                    | 100 m gyors            | 1:01,90  | 4.       | 24.      | kiesett  | kiesett  | kiesett  | kiesett | kiesett  |
| Shane Gould                                                       | 100 m gyors            | 59,44    | 1.       | 1.       | 59,20    | 1.       | 2.       | 59,06   |          |
| Shane Gould                                                       | 200 m vegyes           | 2:26,44  | 1.       | 6.       |          |          |          | 2:23,07 |          |
| Shane Gould                                                       | 800 m gyors            | 9:10,84  | 1.       | 2.       |          |          |          | 8:56,39 |          |
| Shane Gould                                                       | 400 m gyors            | 4:28,46  | 1.       | 5.       |          |          |          | 4:19,04 |          |
| Shane Gould                                                       | 200 m gyors            | 2:07,95  | 1.       | 3.       |          |          |          | 2:03,56 |          |
| Helen Gray                                                        | 200 m gyors            | 2:12,76  | 2.       | 14.      |          |          |          | kiesett | kiesett  |
| Deborah Palmer                                                    | 200 m gyors            | 2:10,29  | 2.       | 10.      |          |          |          | kiesett | kiesett  |
| Deborah Palmer                                                    | 100 m hát              | 1:08,68  | 3.       | 13.      | 1:08,29  | 7.       | 13.      | kiesett | kiesett  |
| Deborah Palmer                                                    | 200 m hát              | 2:24,25  | 2.       | 4.       |          |          |          | 2:24,65 | 7.       |
| Sue Lewis                                                         | 200 m hát              | 2:25,34  | 3.       | 9.       |          |          |          | kiesett | kiesett  |
| Sue Lewis                                                         | 100 m hát              | 1:08,06  | 2.       | 10.      | 1:07,81  | 6.       | 11.      | kiesett | kiesett  |
| Debra Cain                                                        | 100 m hát              | 1:08,81  | 3.       | 14.      | 1:08,51  | 7.       | 14.      | kiesett | kiesett  |
| Debra Cain                                                        | 200 m hát              | 2:27,14  | 4.       | 15.      |          |          |          | kiesett | kiesett  |
| Debra Cain                                                        | 200 m vegyes           | 2:31,82  | 5.       | 25.      |          |          |          | kiesett | kiesett  |
| Gail Neall                                                        | 200 m vegyes           | 2:29,64  | 3.       | 15.      |          |          |          | kiesett | kiesett  |
| Gail Neall                                                        | 200 m pillangó         | 2:23,21  | 3.       | 8.       |          |          |          | 2:21,88 | 7.       |
| Gail Neall                                                        | 400 m vegyes           | 5:11,89  | 1.       | 6.       |          |          |          | 5:02,97 |          |
| Karen Moras                                                       | 400 m vegyes           | 5:24,13  | 6.       | 24.      |          |          |          | kiesett | kiesett  |
| Karen Moras                                                       | 400 m gyors            | 4:36,14  | 2.       | 11.      |          |          |          | kiesett | kiesett  |
| Karen Moras                                                       | 800 m gyors            | 9:25,11  | 2.       | 13.      |          |          |          | kiesett | kiesett  |
| Narelle Moras                                                     | 800 m gyors            | 9:17,95  | 2.       | 7.       |          |          |          | 9:19,06 | 8.       |
| Narelle Moras                                                     | 400 m gyors            | 4:37,57  | 4.       | 14.      |          |          |          | kiesett | kiesett  |
| Judith Hudson                                                     | 100 m mell             | 1:19,78  | 7.       | 30.      | kiesett  | kiesett  | kiesett  | kiesett | kiesett  |
| Judith Hudson                                                     | 200 m mell             | 2:49,09  | 3.       | 18.      |          |          |          | kiesett | kiesett  |
| Beverley Whitfield                                                | 200 m mell             | 2:44,47  | 2.       | 6.       |          |          |          | 2:41,71 |          |
| Beverley Whitfield                                                | 100 m mell             | 1:17,59  | 3.       | 9.       | 1:16,26  | 3.       | 4.       | 1:15,73 |          |
| Sue Funch                                                         | 100 m pillangó         | 1:07,51  | 4.       | 17.      | kiesett  | kiesett  | kiesett  | kiesett | kiesett  |
| Sue Funch                                                         | 200 m pillangó         | 2:26,69  | 4.       | 11.      |          |          |          | kiesett | kiesett  |
| Deborah Palmer Leanne Francis Sharon Booth Shane Gould Debra Cain | 4 × 100 m gyorsváltó   | 4:05,44  | 3.       | 7.       |          |          |          | 4:04,82 | 8.       |
| Sue Lewis Beverley Whitfield Sue Funch Sharon Booth               | 4 × 100 m vegyes váltó | 4:33,96  | 5.       | 9.       |          |          |          | kiesett | kiesett  |

* - egy másik versenyzővel azonos időt ért el

## Vitorlázás
Nyílt
| Versenyző                                 | Versenyszám     | Futam  | Futam  | Futam | Futam  | Futam | Futam  | Futam  | Pontszám | Helyezés |
| Versenyző                                 | Versenyszám     | 1      | 2      | 3     | 4      | 5     | 6      | 7      | Pontszám | Helyezés |
| ----------------------------------------- | --------------- | ------ | ------ | ----- | ------ | ----- | ------ | ------ | -------- | -------- |
| John Bertrand                             | Finn dingi      | 17,0   | 23,0   | 15,0  | 5,7    | 13,0  | (41,0) | 3,0    | 76,7     | 4.       |
| John Anderson David Forbes                | Csillaghajó     | 5,7    | (14,0) | 3,0   | 5,7    | 8,0   | 0,0    | 5,7    | 28,1     |          |
| Gordon Ingate Robert Thornton             | Tempest         | 20,0   | 21,0   | 23,0  | 23,0   | 18,0  | (27,0) | 23,0   | 128,0    | 19.      |
| Tim Alexander Mark Bethwaite              | Repülő hollandi | 20,0   | 11,7   | 8,0   | 8,0    | 8,0   | 20,0   | (28,0) | 75,7     | 8.       |
| Thomas Anderson John Cuneo John Shaw      | Sárkányhajó     | 0,0    | 0,0    | 0,0   | (25,0) | 5,7   | 8,0    |        | 13,7     |          |
| Klaas Berkeley Robert Miller Denis O'Neil | Soling          | (21,0) | 21,0   | 19,0  | 18,0   | 17,0  | 19,0   |        | 94,0     | 16.      |

## Vívás
Férfi
| Versenyző    | Versenyszám | Selejtező | Selejtező | Selejtező | Selejtező | Negyeddöntő       | Negyeddöntő | Elődöntő          | Elődöntő | Döntő             | Döntő   | Helyezés    |
| Versenyző    | Versenyszám | 1. kör | 1. kör    | 2. kör | 2. kör    | Negyeddöntő       | Negyeddöntő | Elődöntő          | Elődöntő | Döntő             | Döntő   | Helyezés    |
| Versenyző    | Versenyszám | Ellenfél Eredmény | Hely.     | Ellenfél Eredmény | Hely.     | Ellenfél Eredmény | Hely.       | Ellenfél Eredmény | Hely.    | Ellenfél Eredmény | Hely.   | Helyezés    |
| ------------ | ----------- | --- | --------- | --- | --------- | ----------------- | ----------- | ----------------- | -------- | ----------------- | ------- | ----------- |
| Greg Benko   | Tőr, egyéni | 5. csoport · Witold Woyda (POL) · 4-5 · Haukler István (ROU) · 2-5 · Roland Losert (AUT) · 5-4 · Enrique Salvat (CUB) · 5-1 · Yves Daniel Darricau (LIB) · 3-5                    | 3.        | 5. csoport · Szabó Sándor (HUN) · 2-5 · Eduardo Jhons (CUB) · 4-5 · Friedrich Wessel (FRG) · 2-5 · Michael Breckin (GBR) · 3-5 · Szerizava Icsiró (JPN) · 5-3 | 6.        | kiesett           | kiesett     | kiesett           | kiesett  | kiesett           | kiesett | helyezetlen |
| Ernest Simon | Tőr, egyéni | 6. csoport · Lech Koziejowski (POL) · 3-5 · Szabó Sándor (HUN) · 4-5 · Barry Paul (GBR) · 5-4 · Fawzi Merhi (LIB) · 5-2 · Robert Elliott (HKG) · 5-1 · Fernando Lúpiz (ARG) · 4-5 | 4.        | 2. csoport · Lech Koziejowski (POL) · 1-5 · Vlagyimir Gyenyiszov (URS) · 1-5 · Graham Paul (GBR) · 2-5 · Haukler István (ROU) · 1-5 · Jesús Gil (CUB) · 2-5   | 6.        | kiesett           | kiesett     | kiesett           | kiesett  | kiesett           | kiesett | helyezetlen |

Női
| Versenyző           | Versenyszám | Selejtező | Selejtező | Negyeddöntő       | Negyeddöntő | Elődöntő          | Elődöntő | Döntő             | Döntő   | Helyezés    |
| Versenyző           | Versenyszám | Ellenfél Eredmény | Hely.     | Ellenfél Eredmény | Hely.       | Ellenfél Eredmény | Hely.    | Ellenfél Eredmény | Hely.   | Helyezés    |
| ------------------- | ----------- | --- | --------- | ----------------- | ----------- | ----------------- | -------- | ----------------- | ------- | ----------- |
| Marion Exelby       | Tőr, egyéni | 4. csoport · Cathérine Rousselet-Ceretti (FRA) · 3-4 · Szolnoki Mária (HUN) · 3-4 · Katarína Lokšová-Ráczová (TCH) · 4-3 · Sylvia Iannuzzi-San Martín (ARG) · 4-2 · Kamilla Składanowska (POL) · 2-4 | 4.        | kiesett           | kiesett     | kiesett           | kiesett  | kiesett           | kiesett | helyezetlen |
| Christine McDougall | Tőr, egyéni | 6. csoport · Kerstin Palm (SWE) · 2-4 · Elżbieta Franke-Cymerman (POL) · 2-4 · Ruth White (USA) · 4-2 · Özden Ezinler (TUR) · 4-3 · Janet Wardell-Yerburgh (GBR) · 3-4                               | 4.        | kiesett           | kiesett     | kiesett           | kiesett  | kiesett           | kiesett | helyezetlen |

## Vízilabda
| Ausztrál férfi vízilabdacsapat-játékoskeret                                                     | Ausztrál férfi vízilabdacsapat-játékoskeret                                   |
| ----------------------------------------------------------------------------------------------- | ----------------------------------------------------------------------------- |
| - Nicky Barnes - Tom Hoad - Ian McLauchlain - Robert Menzies - Peter Montgomery - David Neesham | - Leslie Nunn - William Tilley - Leon Wiegard - Michael Withers - David Woods |

### Eredmények
Csoportkör
B csoport
| Csapat             | M | Gy | D | V | G+ | G– | Gk  | P |
| ------------------ | - | -- | - | - | -- | -- | --- | - |
| Magyarország (HUN) | 4 | 3  | 1 | 0 | 22 | 6  | +16 | 7 |
| NSZK (FRG)         | 4 | 2  | 2 | 0 | 21 | 13 | +8  | 6 |
| Hollandia (NED)    | 4 | 2  | 1 | 1 | 14 | 11 | +3  | 5 |
| Ausztrália (AUS)   | 4 | 0  | 1 | 3 | 14 | 27 | –13 | 1 |
| Görögország (GRE)  | 4 | 0  | 1 | 3 | 13 | 27 | –14 | 1 |

| 1972. augusztus 27. 16:00 | Görögország (GRE)    | 7 – 7 | Ausztrália (AUS) |  |
| 1972. augusztus 27. 16:00 | (3–3, 2–1, 1–2, 1–1) |       |                  |  |
| 1972. augusztus 27. 16:00 | Paliósz 3            |       | Hoad 4           |  |

| 1972. augusztus 28. 10:00 | Ausztrália (AUS)     | 2 – 4 | Hollandia (NED) |  |
| 1972. augusztus 28. 10:00 | (1–0, 0–0, 0–1, 1–3) |       |                 |  |
| 1972. augusztus 28. 10:00 | Nunn, Hoad 1         |       | Parrel 2        |  |

| 1972. augusztus 30. 14:00 | Ausztrália (AUS)     | 2 – 10 | Magyarország (HUN) |  |
| 1972. augusztus 30. 14:00 | (0–3, 1–2, 0–3, 1–2) |        |                    |  |
| 1972. augusztus 30. 14:00 | Barnes, Nunn 1       |        | Sárosi 3           |  |

| 1972. augusztus 31. 14:00 | NSZK (FRG)           | 6 – 3 | Ausztrália (AUS) |  |
| 1972. augusztus 31. 14:00 | (1–1, 2–0, 1–0, 2–2) |       |                  |  |
| 1972. augusztus 31. 14:00 | hat játékos 1        |       | három játékos 1  |  |

7–12. helyért
| 1972. szeptember 1. 14:00 | Kuba (CUB)           | 6 – 5 | Ausztrália (AUS) |  |
| 1972. szeptember 1. 14:00 | (1–1, 3–2, 1–1, 1–1) |       |                  |  |
| 1972. szeptember 1. 14:00 | Sánchez 3            |       | Nunn 3           |  |

| 1972. szeptember 2. 11:00 | Ausztrália (AUS)     | 4 – 8 | Spanyolország (ESP) |  |
| 1972. szeptember 2. 11:00 | (0–1, 2–1, 1–3, 1–3) |       |                     |  |
| 1972. szeptember 2. 11:00 | Nunn 3               |       | Jané, Sans 2        |  |

| 1972. szeptember 3. 10:00 | Ausztrália (AUS)     | 4 – 4 | Bulgária (BUL) |  |
| 1972. szeptember 3. 10:00 | (2–2, 1–0, 1–1, 0–1) |       |                |  |
| 1972. szeptember 3. 10:00 | Neesham 2            |       | T. Tomov 3     |  |

| 1972. szeptember 4. 11:00 | Románia (ROU)        | 5 – 3 | Ausztrália (AUS) |  |
| 1972. szeptember 4. 11:00 | (1–1, 2–1, 1–0, 1–1) |       |                  |  |
| 1972. szeptember 4. 11:00 | öt játékos 1         |       | három játékos 1  |  |

A táblázat tartalmazza a B csoportban lejátszott Ausztrália – Hollandia 2–4-es eredményt.
| Csapat              | M | Gy | D | V | G+ | G– | Gk | P |
| ------------------- | - | -- | - | - | -- | -- | -- | - |
| Hollandia (NED)     | 5 | 4  | 1 | 0 | 29 | 20 | +9 | 9 |
| Románia (ROU)       | 5 | 3  | 1 | 1 | 24 | 19 | +5 | 7 |
| Kuba (CUB)          | 5 | 3  | 1 | 1 | 24 | 23 | +1 | 7 |
| Spanyolország (ESP) | 5 | 2  | 0 | 3 | 26 | 26 | 0  | 4 |
| Bulgária (BUL)      | 5 | 0  | 2 | 3 | 17 | 23 | –6 | 2 |
| Ausztrália (AUS)    | 5 | 0  | 1 | 4 | 18 | 27 | –9 | 1 |

| Csapat           | Helyezés |
| ---------------- | -------- |
| Ausztrália (AUS) | 12.      |